# Vrani

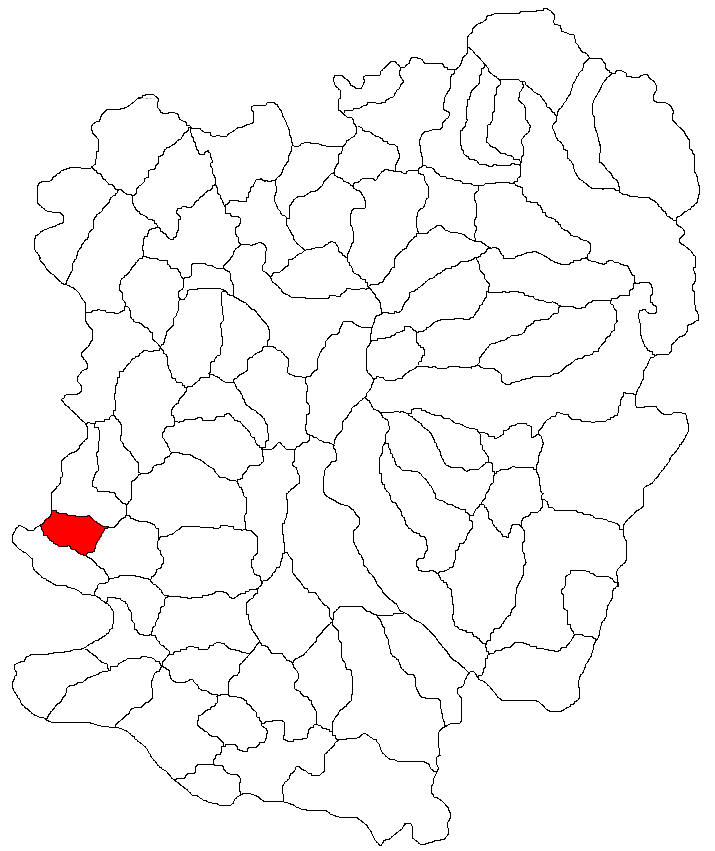
Lage der Gemeinde Vrani im Kreis Caraș-Severin

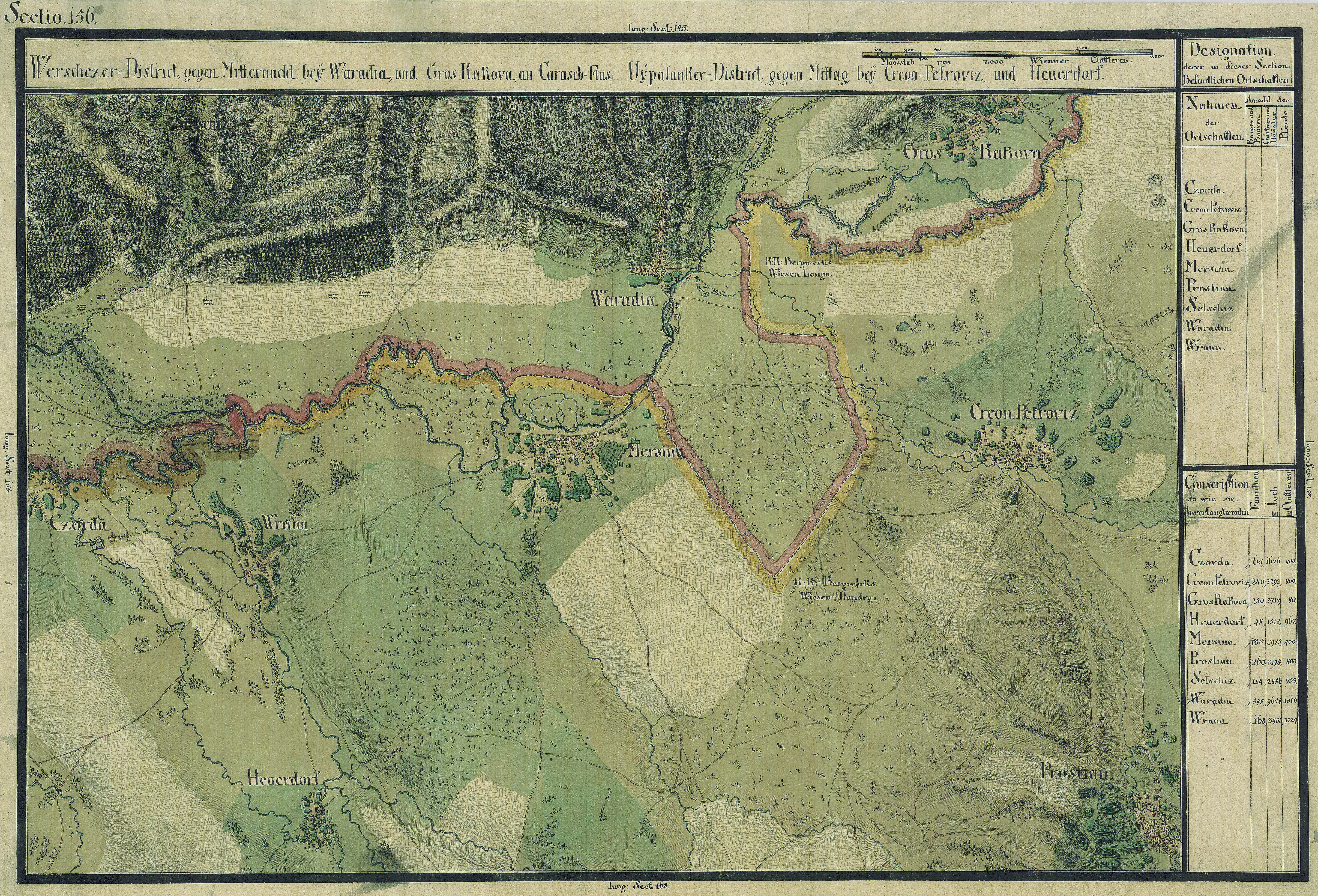
Vrani auf der Josephinischen Landaufnahme

Vrani (deutsch Wrany, ungarisch Alsóvarány) ist eine Gemeinde im Kreis Caraș-Severin, in der Region Banat, im Südwesten Rumäniens. Zu der Gemeinde Vrani gehören auch die Dörfer Ciortea und Iertof.

## Geografische Lage
Vrani liegt im äußersten Südwesten des Kreises Caraș-Severin, an der Grenze zu Serbien. Die Ortschaft befindet sich an der Kreisstraße DJ 573A Greoni-Iam, in 20 km Entfernung von Oravița.

## Nachbarorte
| Sočica/Serbien | Markovac/Serbien                            | Vărădia  |
| Ciortea        | Kompassrose, die auf Nachbargemeinden zeigt | Broșteni |
| Berliște       | Iertof                                      | Răcășdia |

## Geschichte
Eine erste urkundliche Erwähnung stammt aus dem Jahr 1402, als Mihai de Vrani Gouverneur der Festung Sebesch war.
Im Laufe der Jahrhunderte traten verschiedene Ortsbezeichnungen in Erscheinung:
1476 Waran,
1402 Wran,
1464 Wrani,
1699 Vranya,
1808 Vrany,
1851 Vrány,
1888 Vrány,
1910 Alsóvarány,
1920 Vraniu.
Der Historiker Frigyes Pesty schildert in seiner „Geschichte des Severiner Banats“, dass der Ort in der „Nota Marsigliana“ unter der Bezeichnung Franyova eingetragen war, in den Jahren 1690–1700 Vranya und 1723 Vranyova bezeichnet wurde.
Auf der Josephinischen Landaufnahme von 1717 ist Wrann eingetragen. Nach dem Frieden von Passarowitz (1718) war die Ortschaft Teil der Habsburger Krondomäne Temescher Banat.
Der Vertrag von Trianon am 4. Juni 1920 hatte die Dreiteilung des Banats zur Folge, wodurch Vrani an das Königreich Rumänien fiel.

## Bevölkerungsentwicklung
| 1880 | 1618 | 1578 | 27 | 6  | 7              |
| 1910 | 1547 | 1499 | 8  | 12 | 28             |
| 1930 | 1310 | 1256 | -  | 10 | 44             |
| 1977 | 641  | 531  | -  | -  | 110            |
| 2002 | 443  | 295  | 2  | 1  | 145            |
| 2011 | 1070 | 840  | 3  | 2  | 225 (169 Roma) |
| 2021 | 1007 | 859  | 2  | 2  | 144 (91 Roma)  |